# Ӟ

Darstellung des kyrillischen Buchstaben Z mit Trema

Ӟ (kleingeschrieben: ӟ) ist ein Buchstabe des kyrillischen Alphabets, bestehend aus einem З mit Trema. Dieser Buchstabe ist repräsentiert die stimmhafte alveolopalatale Affrikate [d͡ʑ] und wird nur in der udmurtischen Sprache verwendet, in dessen Alphabet er der 11. Buchstabe ist. In der lateinischen Transkription wird das Ӟ üblicherweise als J dargestellt.